# Masahiko Kumagai
Masahiko Kumagai (jap. 熊谷 雅彦, Kumagai Masahiko; * 23. November 1975 in der Präfektur Kanagawa) ist ein ehemaliger japanischer Fußballspieler.

## Karriere
Kumagai erlernte das Fußballspielen in der Schulmannschaft der Fujisawa Nishi High School und der Universitätsmannschaft der Chūō-Universität. Seinen ersten Vertrag unterschrieb er 1998 bei den Kashiwa Reysol. Der Verein spielte in der höchsten Liga des Landes, der J1 League. 1999 gewann er mit dem Verein den J.League Cup. Danach spielte er bei den Sagawa Express Tokyo (2000–2005) und Roasso Kumamoto (2005–2008). Ende 2008 beendete er seine Karriere als Fußballspieler.

## Erfolge
Kashiwa Reysol
- J.League Cup

Sieger: 1999